# 高木剛
高木 剛（たかぎ つよし、1943年10月1日 - 2024年9月2日）は日本の労働運動家。2005年から2009年まで、日本最大の労働組合団体、日本労働組合総連合会（連合）の会長を務めた。元国家公安委員会委員。

## 経歴

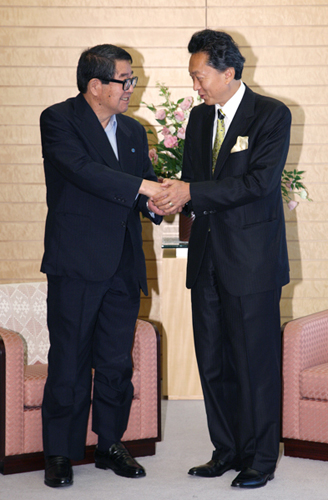
2009年、鳩山由紀夫首相（当時）と握手を交わす

三重県生まれ、愛知県育ち。愛知県立旭丘高等学校を経て、1967年に東京大学法学部を卒業し、同年4月に旭化成工業へ入社。以後、労働組合運動に関わり、1973年には全旭化成労働組合連合会書記長となり、1977年には宮崎地方同盟（全日本労働総同盟（同盟）の宮崎県組織）会長となった。
1981年に外務省へ出向し、1982年からは在タイ日本国大使館一等書記官として勤務した。1984年に旭化成労組の上部組織であるゼンセン同盟の常任執行委員となり、1988年9月には同書記長、1996年9月には同会長に就任した。ゼンセン同盟が2002年9月に全国繊維化学食品流通サービス一般労働組合同盟（UIゼンセン同盟）へと統合・拡大した時も高木は会長職にとどまった（2008年現在は顧問）。
一方、高木は同盟系組合の中核であるゼンセン同盟のリーダーとして、日本の労働界で大きな発言力を持つようになった。1994年には同盟の後継組織である友愛会の副会長と日本労働組合総連合会（連合）の副会長に就任し、2003年には連合の会長選挙に立候補したが、同じ同盟系である全国電力関連産業労働組合総連合（電力総連）出身の笹森清に149票対346票で敗れた。2005年10月6日の会長選挙では、当初は高木の無投票当選と見られていたが、鴨桃代（全国コミュニティ・ユニオン連合会。新規の組合だが本人は旧社会党系）が立候補し二人の争いになった。結果、323票対107票で高木が当選し、連合の第5代会長に選出された。
任期（2年）切れを迎えた2007年10月に再選され、2期を務めた。麻生内閣における安心社会実現会議に参加している。日本財団理事も務めている。
2009年9月、財団法人全国勤労者福祉・共済振興協会理事長に就任。また、財団法人国際労働財団理事長に就任。
2015年4月29日、春の叙勲で旭日大綬章受章。
2024年9月2日に死去。80歳没。2025年1月21日に帝国ホテルでお別れの会が開かれ、約700人が出席した。

## 主張
ゼンセン同盟は労使協調を掲げる同盟系組合の中心で、民社党を支援していた。また、旭化成組合自体も同党最後の委員長となった米沢隆を支援しており、高木も民社党が持っていた政治路線（労使協調による労働者の生活水準向上、公明党との連携を基軸とした中道勢力の結集、日本国憲法9条の改正による自衛隊の強化）などを引き継いだ。その後、民社党が新進党へ合流し、紆余曲折を経て民主党へと引き継がれても、高木は一貫して旧民社系議員が参加する勢力を支持し、現在は民主党を支援している。一方、かつての日本労働組合総評議会（総評）系組合が民主党と並んで支援対象としている社会民主党に対しては、友党の一つという立場は取るものの、関係は疎遠である。
2005年10月に連合会長に就任した際、高木は本人及び連合の主流派にとって予想外の批判を受けた。UIゼンセン同盟は約95万人の組合員を持つ連合で2番目の巨大組合で、高木自体も笹森会長から無投票での禅譲を受けると見られていたが、立候補締切当日に突然出馬した全国コミュニティ・ユニオン連合会会長の鴨桃代が100票を超え、高木の得票率が70%を下回った（投票総数472票、高木323票、鴨107票、白票39票、無効3票）事は、「経営陣と戦わず、労働者を守らない組合になった」「非正規雇用者への保護策が弱い」「憲法第9条を改正し軍事力の強化を狙っている」 等、旧同盟系が主導する路線への不満が連合内に広まっている事を示した。この結果を受けて会長に就任した高木は、従来のUIゼンセン同盟の基本方針を継承しながらも、ホワイトカラーエグゼンプション反対などで示した過度の労使協調路線からの修正、最低賃金引き上げ運動などで非正規雇用者を連合系組合へひきつけるための環境整備、「美しい国」に象徴される安倍晋三首相の急進的改憲路線への反対を重視している。
更に、高木の就任とほぼ同時期に民主党代表となった前原誠司が民主党の「脱組合」路線を掲げたため、高木は同じ改憲派でありながらも前原と強く対立した。しかし、2006年に前原が辞任し、その後を継いだ小沢一郎は連合を重要な支持団体として再評価したため、高木は民主党との関係を改善した。2007年7月29日、高木にとって初の大型国政選挙だった第21回参議院議員通常選挙では民主党が第一党となり、連合の組織内候補も次々と当選した。UIゼンセン同盟では3人の組織内候補が全員当選を果たし、高木の影響力は一層増した。高木はこの結果を歓迎する一方、民主党の勝利は安倍内閣の失政が原因であり、民主党が掲げる政権交代にはまだ多くの課題があるという指摘も行った。

## 発言
「休みたいならやめればいい」は「言語道断」
2008年4月23日、日本電産の決算発表の席上にて、同社社長の永守重信が「社員全員が休日返上で働く企業だから成長できるし給料も上がる。たっぷり休んで、結果的に会社が傾いて人員整理するのでは意味がない」「休みたいならやめればいい」 と発言したと伝えられた。2008年4月26日、メーデー中央大会にて、高木はこの永守発言について「まさに言語道断。労働基準法という法律があることを、また、労働基準法が雇用主に何を求めていると思っているのか、どのように認識されているのか。ぜひ問いただしてみないといけない、そんな怒りの思いを持って、この日本電産のニュースを聞いたところであります」 とスピーチした。

## テレビ出演
- 日経スペシャル カンブリア宮殿 「あなたは給料に満足していますか ～沈黙する労働者たち～」（2007年3月19日、テレビ東京）- 連合 会長として出演[7]。